# Frank Nelson (Leichtathlet)

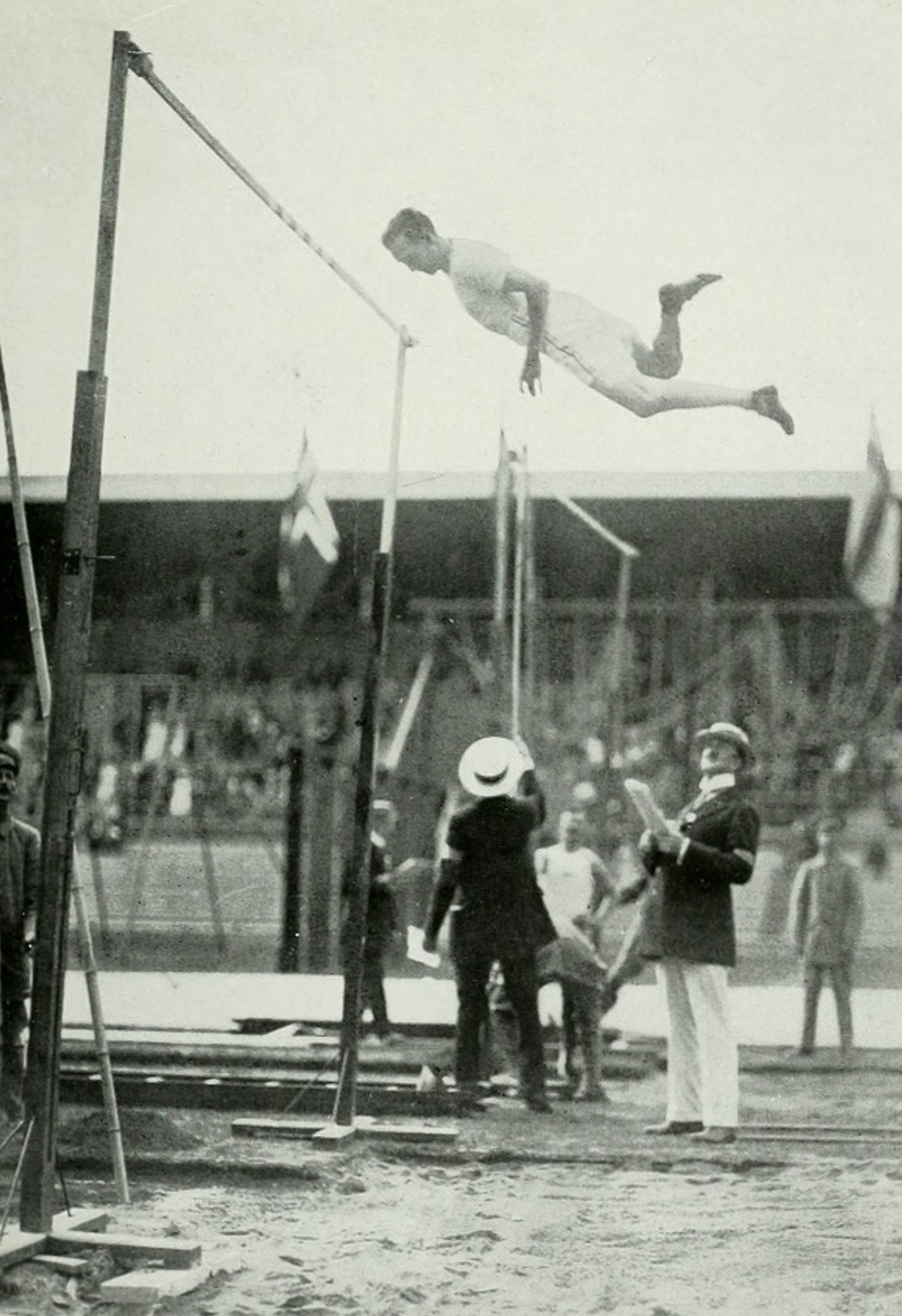
Frank Nelson bei den Olympischen Spielen 1912

Frank Nelson (Frank Thayer Nelson; * 22. Mai 1887 in Detroit, Michigan; † 16. Juli 1970 in Grosse Pointe, Michigan) war ein US-amerikanischer Stabhochspringer.
Bei den Olympischen Spielen 1912 in Stockholm errang er mit seiner persönlichen Bestleistung von 3,85 m die Silbermedaille, gemeinsam mit seinem Landsmann Marc Wright. Auch der Sieger Harry Babcock (3,95 m) kam aus den USA.